# Stazione di Palo del Colle
La stazione di Palo del Colle è una stazione ferroviaria della ferrovia Bari-Matera a servizio del comune di Palo del Colle, nella città metropolitana di Bari.
È gestita da Ferrovie Appulo Lucane (FAL).

## Strutture e impianti
La stazione è dotata di un fabbricato viaggiatori che ospita una sala d'attesa e la dirigenza del movimento.
È dotata di due binari, serviti da due banchine.

## Servizi
La stazione dispone di:
- Fermata della linea extraurbana
- Biglietteria self-service
- Sala d'attesa
- Servizi igienici
- Servizio Wi-Fi
- Tabaccheria